# Night of Champions (2011)
Cet article concerne l'édition 2011 du pay-per-view Night of Champions. Pour toutes les autres éditions, voir WWE Night of Champions.
L’édition 2011 de Night of Champions est une manifestation de catch professionnel télédiffusée et visible uniquement en paiement à la séance. L'événement, produit par la WWE, s'est déroulé le 18 septembre 2011 dans la salle omnisports First Niagara Center à Buffalo, dans l'État de New York. Il s'agit de la cinquième édition de Night of Champions, pay-per-view annuel où tous les titres de la fédération sont mis en jeu pendant la soirée. Randy Orton est la vedette de l'affiche officielle (promotionnelle).
Sept matchs, dont six mettant en jeu les titres de la fédération, ont été programmés. Chacun d'entre eux est déterminé par des storylines rédigées par les scénaristes de la WWE ; soit par des rivalités survenues avant le pay-per-view, soit par des matchs de qualification en cas de rencontre pour un championnat. L'événement a mis en vedette les catcheurs des divisions Raw et SmackDown, créées en 2002 lors de la séparation du personnel de la WWE en deux promotions distinctes.

## Contexte
Les spectacles de la WWE en paiement à la séance sont constitués de matchs aux résultats prédéterminés par les scénaristes de la fédération. Ces rencontres sont justifiées par des storylines — une rivalité avec un catcheur, la plupart du temps — ou par des qualifications survenues dans les émissions de la WWE telles que Raw, SmackDown et Superstars. Tous les catcheurs possèdent un gimmick, c'est-à-dire qu'ils incarnent un personnage gentil ou méchant, qui évolue au fil des rencontres. Un pay-per-view comme Night of Champions est donc un événement tournant pour les différentes storylines en cours.

### Alberto Del Rio vs John Cena
À SummerSlam (2011), John Cena et CM Punk s'affrontent pour devenir le Champion de la WWE incontesté ; le match est remporté par CM Punk. Après la victoire, Kevin Nash surgit sur le ring et attaque le nouveau champion avant de quitter les lieux, laissant la place à Alberto del Rio, qui utilise sa mallette du Money in the Bank remporté un mois auparavant et remporte la ceinture. Lors du Raw du 22 août, Triple H annonce un match pour déterminer le nouveau challenger au titre de la WWE entre CM Punk et John Cena. Ce dernier remporte le match à la suite d'une distraction de Kevin Nash.

### Randy Orton vs Mark Henry
Le 19 août à SmackDown, une Bataille Royale est organisée pour déterminer le prétendant no 1 au championnat du monde poids-lourds, le titre étant détenu par Randy Orton. Mark Henry s'illustre dans cette bataille, attaquant le moindre catcheur étant éliminé. Finalement, après une chaude lutte entre Mark Henry et Sin Cara, c'est Henry qui remporte la bataille.

### Triple H vs CM Punk
Le 29 août à Raw, la rivalité entre CM Punk et Kevin Nash se poursuit. De plus, lors du Raw précédent, Nash avait coûté à Punk l'opportunité de devenir aspirant no 1 au Championnat de la WWE ; par distraction, John Cena remporte le match. Les deux hommes continuent à rivaliser, CM Punk voulant depuis un certain temps un match contre Kevin Nash. Triple H, le COO de la WWE, décide finalement de donner à Punk son match à Night of Champions, mais contre lui-même. Le 5 septembre, Triple H renvoie Kevin Nash, exaspéré de ses provocations, et annonce à CM Punk que leur match sera sans disqualification. La Straight Edge Superstar accepte, mais à la condition que Triple H mette en jeu son poste de COO et démissionne s'il perd ; il accepte.

### Kelly Kelly vs Beth Phoenix
Le 1er août à Raw, Beth Phoenix effectue un heel turn en attaquant Kelly Kelly après avoir gagné une Bataille Royale. À SummerSlam 2011, Kelly Kelly gagne contre Beth Phoenix, conservant ainsi son titre des Divas. Le 5 septembre à Raw, un match entre Phoenix et Eve est organisé pour désigner l'aspirante #1 au titre pour Night of Champions ; c'est Beth Phoenix qui remporte le match.

### AirBoom vs Awesome Truth
Depuis leur victoire contre David Otunga et Michael McGillicutty pour les titres par équipe, Kofi Kingston et Evan Bourne gagnent des matchs où leurs titres sont en jeu. Ensuite à Raw, l'équipe Awesome Truth composée de The Miz et R-Truth lancent un défi aux champions par équipe AirBoom à Night of Champions pour les titres par équipe. La WWE confirme et annonce officiellement le match plus tard.

### Dolph Ziggler vs Alex Riley vs Jack Swagger vs John Morrison
Depuis Capitol Punishment, Dolph Ziggler est devenu le nouveau champion des États-Unis en battant Kofi Kingston et ensuite il enchaine des victoires à Raw. Lors d'un Tag Team Match entre Alex Riley et John Morrison avec comme partenaire Jack Swagger et après le match, le general manager de Smackdown Theodore Long annonce que Dolph Ziggler mettra son titre en jeu dans un Fatal 4 Way contre Alex Riley, Jack Swagger et John Morrison à Night of Champions.

## Matchs
| #                                                                | Match                                                                               | Stipulation                                                                        | Durée |
| ---------------------------------------------------------------- | ----------------------------------------------------------------------------------- | ---------------------------------------------------------------------------------- | ----- |
| Dark                                                             | Daniel Bryan bat Heath Slater.                                                      | Match simple.                                                                      | 5:13  |
| 1                                                                | Air Boom (Evan Bourne et Kofi Kingston) (c) bat Awesome Truth (R-Truth et The Miz). | Tag team match pour le championnat par équipe de la WWE.                           | 9:50  |
| 2                                                                | Cody Rhodes (c) bat Ted DiBiase.                                                    | Match simple pour le championnat Intercontinental de la WWE.                       | 9:43  |
| 3                                                                | Dolph Ziggler (c) bat Alex Riley, Johnny Morrison et Jack Swagger.                  | Fatal 4-Way match pour le championnat des États-Unis de la WWE.                    | 8:19  |
| 4                                                                | Mark Henry bat Randy Orton (c).                                                     | Match simple pour le championnat du monde poids lourds de la WWE.                  | 13:06 |
| 5                                                                | Kelly Kelly (c) bat Beth Phoenix.                                                   | Match simple pour le championnat des Divas de la WWE.                              | 6:26  |
| 6                                                                | John Cena bat Alberto Del Rio (c).                                                  | Match simple pour le championnat de la WWE.                                        | 17:32 |
| 7                                                                | Triple H bat CM Punk.                                                               | Match sans disqualification. Si Triple H perd, il démissionne de son poste de COO. | 24:10 |
| (c) désigne le(s) champion(s) défendant son titre dans le match. |                                                                                     |                                                                                    |       |